# Torneo Clausura 2021 (El Salvador)
El Torneo Clausura 2021 fue la nonagésima tercera edición del campeonato de liga de la Primera División del fútbol salvadoreño (en general); se trató del 46.º torneo corto, luego del cambio en el formato de competencia, con el que se terminó la temporada 2020-21.
FAS fue campeón del torneo al derrotar al Alianza en la tanda de penaltis 4 - 3, y cortó una racha de 11 años y 5 meses sin ser campeón de liga.

## Formato de competencia
El torneo de la Liga Pepsi, está conformado en tres partes:

### Primera fase
- La primera fase será regional, con los equipos divididos en tres cuadrangulares por criterio geográfico.
- Los equipos se enfrentarán a dos vueltas todos contra todos. Los primeros y cuartos lugares, de cada grupo, entran a una segunda fase y los segundos y terceros en otra, para disputar la fase final.

### Segunda fase
- La segunda fase se jugará con dos hexagonales de la siguiente manera:

| Grupo A              |  | Grupo B              |
| -------------------- |  | -------------------- |
| 1.er lugar occidente |  | 2.º lugar occidente  |
| 4.º lugar occidente  |  | 3.er lugar occidente |
| 1.er lugar centro    |  | 2.º lugar centro     |
| 4.º lugar centro     |  | 3.er lugar centro    |
| 1.er oriente         |  | 2.º lugar oriente    |
| 4.º oriente          |  | 3.er lugar oriente   |

- Los equipos se enfrentarán a dos vueltas todos contra todos.
- Clasificarán a la fase final los mejores cuatro de la hexagonal.

### Fase final
Los ocho clubes calificados para esta fase del torneo serán reubicados de acuerdo con el lugar que ocupen en la tabla Hexagonal al término de la jornada 10, con el puesto del número uno al club mejor clasificado, y así hasta el número 8. Los partidos a esta fase se desarrollarán a visita, en las siguientes etapas:
- Cuartos de final
- Semifinales
- Final

Los clubes vencedores en los partidos de cuartos de final y semifinal serán aquellos que en los dos juegos anoten el mayor número de goles. De existir empate en el número de goles anotados, la posición se definirá a favor del club con mayor cantidad de goles a favor cuando actúe como visitante.
Si una vez aplicado el criterio anterior los clubes siguieran empatados, se tendrá que definir el clasificado en los tiros desde el punto penal.
Los partidos correspondientes a la fase final se jugarán obligatoriamente los días miércoles y sábado, y jueves y domingo eligiendo, en su caso, exclusivamente en forma descendente, los cuatro clubes mejor clasificados en la tabla general al término de la jornada 17, el día y horario de su partido como local. Los siguientes cuatro clubes podrán elegir únicamente el horario.
El club vencedor de la final y por lo tanto Campeón, será aquel que en los dos partidos anote el mayor número de goles. Si al término del tiempo reglamentario el partido está empatado, se agregarán dos tiempos extras de 15 minutos cada uno. De persistir el empate en estos periodos, se procederá a lanzar tiros penales hasta que resulte un vencedor.

Los partidos de cuartos de final se jugarán de la siguiente manera:
En las semifinales participarán los cuatro clubes vencedores de cuartos de final, reubicándolos del uno al cuatro, de acuerdo a su mejor posición en la tabla Hexagonal de clasificación al término de la jornada 10 del torneo correspondiente, enfrentándose:
Disputarán el título de Campeón del Torneo de Apertura 2020, los dos clubes vencedores de la fase semifinal correspondiente a partido único. De no haber un club vencedor en el tiempo reglamentario, se procederá a jugar la prórroga. Y si no hay campeón en la prórroga, se decidirá en las tanda de penaltis.

### Criterios de desempate
El orden de clasificación de los equipos al finalizar cada fase, se determinará en una tabla de cómputo general, de la siguiente manera:
- 1) Mayor cantidad de puntos.
- 2) Mayor diferencia de goles a favor; en caso de igualdad;
- 3) Mayor cantidad de goles a favor; en caso de igualdad;
- 4) Mejor performance en los partidos que se enfrentaron entre sí en cada etapa; en caso de igualdad;
- 5) Sorteo público.

## Equipos participantes
| Nombre del club                     | Ciudad       | Entrenador               | Estadio                         | Capacidad | Marca         | Patrocinador                                                                                                |
| ----------------------------------- | ------------ | ------------------------ | ------------------------------- | --------- | ------------- | --- |
| Club Deportivo Águila               | San Miguel   | Armando Osma             | Juan Francisco Barraza          | 17 500    | Umbro         | Ver lista Mister Donut Canal 4 Tigo Pilsener.                                                               |
| Alianza Fútbol Club                 | San Salvador | Milton Tigana            | Cuscatlán                       | 53 400    | Umbro         | Ver lista Mister Donut Canal 4 Tigo Pilsener Gatorade.                                                      |
| Club Deportivo Atlético Marte       | San Salvador | Cristian Domizzi         | Cuscatlán                       | 53 400    | Arijan Sports | Ver lista Canal 4 Total Tools                                                                               |
| Asociación Deportiva Chalatenango   | Chalatenango | Ricardo Montoya          | José Gregorio Martínez          | 15 000    | Milán         | Ver lista Lemus Premium Center.                                                                             |
| Club Deportivo FAS                  | Santa Ana    | Jorge Humberto Rodríguez | Óscar Alberto Quiteño           | 17 500    | Joma          | Ver lista Pilsener Tigo Canal 4 Hospital Cader Transportes Sol.                                             |
| Asociación Deportiva Isidro Metapán | Santa Ana    | Juan Cortés Diéguez      | Jorge "Calero" Suárez           | 10 000    | Milán         | Ver lista Arroz de San Pedro Agroamigo Canal 4 Morataya.                                                    |
| Jocoro Fútbol Club                  | Morazán      | Carlos Romero            | Polideportivo "Tierra de fuego" | 3 000     | Milán         | Ver lista Hacienda Regalo de Dios Caja de Crédito Jocoro.                                                   |
| Club Deportivo Luis Ángel Firpo     | Usulután     | Roberto Gamarra          | Sergio Torres Rivera            | 10 000    | Milán         | Ver lista La Pirraya ACODJAR de R.L. Sistema fedecredito                                                    |
| Club Deportivo Municipal Limeño     | La Unión     | Nelson Ancheta           | Ramón Flores Berríos            | 5 000     | Innova Sports | Ver lista GSR Chilos Seafood Restaurant TuriTravel Disturbidora Torres.                                     |
| 11 Deportivo Fútbol Club            | Ahuachapán   | Bruno Martínez           | Arturo Simeón Magaña            | 5 000     | Rush          | Ver lista Claro Mister Donut Pepsi La Geo Alcasa.                                                           |
| Santa Tecla Fútbol Club             | La Libertad  | Rubén Da Silva           | Nacional Las Delicias           | 10 000    | Maca          | Ver lista Pilsener Tigo Plaza Merliot Palagrip Ferretería Sumersa.                                          |
| Sonsonate Fútbol Club               | Sonsonate    | Fabio Castroman          | Ana Mercedes Campos             | 9 000     | Milán         | Ver lista ProACES Aldasa Alcaldía Municipal de Sonsonate Canal 4 Leche Salud Ferretería Santa Sofía Coop-1. |

## Equipos por ubicación geográfica
| \| Departamento \| N.° \| Equipos \| \| ------------ \| --- \| -------------------------- \| \| Santa Ana \| 2 \| - FAS - Isidro Metapán \| \| San Salvador \| 2 \| - Alianza - Atlético Marte \| \| San Miguel \| 1 \| - Águila \| \| La Libertad \| 1 \| - Santa Tecla \| \| Usulután \| 1 \| - Luis Ángel Firpo \| \| La Unión \| 1 \| - Municipal Limeño \| \| Chalatenango \| 1 \| - Chalatenango \| \| Sonsonate \| 1 \| - Sonsonate \| \| Morazán \| 1 \| - Jocoro \| \| Ahuachapán \| 1 \| - 11 Deportivo \| | 11 Deportivo Isidro Metapán FAS Sonsonate Santa Tecla San Salvador Chalatenango Luis Ángel Firpo Águila Jocoro Municipal Limeño Equipos de San Salvador: Alianza Atlético Marte |                            |
| Departamento | N.° | Equipos                    |
| Santa Ana | 2 | - FAS - Isidro Metapán     |
| San Salvador | 2 | - Alianza - Atlético Marte |
| San Miguel | 1 | - Águila                   |
| La Libertad | 1 | - Santa Tecla              |
| Usulután | 1 | - Luis Ángel Firpo         |
| La Unión | 1 | - Municipal Limeño         |
| Chalatenango | 1 | - Chalatenango             |
| Sonsonate | 1 | - Sonsonate                |
| Morazán | 1 | - Jocoro                   |
| Ahuachapán | 1 | - 11 Deportivo             |

## Cambio de entrenadores

### Primera fase
| Equipo         | Entrenador       | Fecha de vacante     | Tipo de salida      | Posición en la tabla | Entrenador entrante | Fecha de nombramiento |
| -------------- | ---------------- | -------------------- | ------------------- | -------------------- | ------------------- | --------------------- |
| Isidro Metapán | Oswaldo Figueroa | 10 de enero de 2021  | Interino            | Pretemporada         | Juan Cortés Diéguez | 10 de enero de 2021   |
| Sonsonate      | Rubén Da Silva   | 19 de enero de 2021  | Contrato finalizado | Pretemporada         | Fabio Castroman     | 29 de enero de 2021   |
| Santa Tecla    | Jaime Medina     | 25 de enero de 2021  | Interino            | Pretemporada         | Rubén Da Silva      | 25 de enero de 2021   |
| Águila         | Ernesto Corti    | 3 de febrero de 2021 | Destituido          | Pretemporada         | Armando Osma        | 3 de febrero de 2021  |

## Primera fase (fase de grupos)

### Grupo occidental
| Pos. | Equipo         | Pts. | PJ | G | E | P | GF | GC | Dif. | Clasificación |  | OND | ISM | SON | FAS |
| ---- | -------------- | ---- | -- | - | - | - | -- | -- | ---- | ------------- |  | --- | --- | --- | --- |
| 1    | 11 Deportivo   | 12   | 6  | 3 | 3 | 0 | 7  | 2  | +5   | Grupo A       |  | —   | 1–0 | 0–0 | 3–1 |
| 2    | Isidro Metapán | 10   | 6  | 3 | 1 | 2 | 5  | 4  | +1   | Grupo B       |  | 1–1 | —   | 0–2 | 2–1 |
| 3    | Sonsonate      | 7    | 6  | 2 | 1 | 3 | 5  | 9  | −4   | Grupo B       |  | 0–1 | 0–3 | —   | 2–1 |
| 4    | FAS            | 4    | 6  | 1 | 1 | 4 | 7  | 9  | −2   | Grupo A       |  | 0–1 | 4–1 | 0–0 | —   |

 Fuente: La Primera

### Grupo central
| Pos. | Equipo         | Pts. | PJ | G | E | P | GF | GC | Dif. | Clasificación |  | AFC | STL | CHA | ATM |
| ---- | -------------- | ---- | -- | - | - | - | -- | -- | ---- | ------------- |  | --- | --- | --- | --- |
| 1    | Alianza        | 18   | 6  | 6 | 0 | 0 | 19 | 7  | +12  | Grupo A       |  | —   | 3–2 | 4–0 | 3–2 |
| 2    | Santa Tecla    | 9    | 6  | 3 | 0 | 3 | 9  | 10 | −1   | Grupo B       |  | 0–3 | —   | 3–2 | 1–0 |
| 3    | Chalatenango   | 7    | 6  | 2 | 1 | 3 | 6  | 9  | −3   | Grupo B       |  | 0–1 | 1–0 | —   | 3–1 |
| 4    | Atlético Marte | 1    | 6  | 0 | 1 | 5 | 7  | 15 | −8   | Grupo A       |  | 3–5 | 1–3 | 0–0 | —   |

 Fuente: La Primera

### Grupo oriental
| Pos. | Equipo           | Pts. | PJ | G | E | P | GF | GC | Dif. | Clasificación |  | LÁF | ÁGU | MLI | JOC |
| ---- | ---------------- | ---- | -- | - | - | - | -- | -- | ---- | ------------- |  | --- | --- | --- | --- |
| 1    | Luis Ángel Firpo | 12   | 6  | 3 | 3 | 0 | 5  | 2  | +3   | Grupo A       |  | —   | 1–0 | 1–0 | 0–0 |
| 2    | Águila           | 11   | 6  | 3 | 2 | 1 | 7  | 4  | +3   | Grupo B       |  | 0–0 | —   | 1–1 | 3–1 |
| 3    | Municipal Limeño | 4    | 6  | 0 | 4 | 2 | 5  | 7  | −2   | Grupo B       |  | 1–1 | 1–2 | —   | 2–2 |
| 4    | Jocoro           | 3    | 6  | 0 | 3 | 3 | 4  | 8  | −4   | Grupo A       |  | 1–2 | 0–1 | 0–0 | —   |

 Fuente: La Primera

### Evolución de los tres grupos
| Jornada          | 1 | 2 | 3 | 4 | 5 | 6 |
| Equipo           |   |   |   |   |   |   |
| ---------------- | - | - | - | - | - | - |
| Grupo occidental |   |   |   |   |   |   |
| 11 Deportivo     | 2 | 3 | 2 | 2 | 1 | 1 |
| Isidro Metapán   | 1 | 1 | 1 | 1 | 2 | 2 |
| Sonsonate        | 3 | 4 | 4 | 4 | 3 | 3 |
| FAS              | 4 | 2 | 3 | 3 | 4 | 4 |
| Grupo central    |   |   |   |   |   |   |
| Alianza          | 2 | 1 | 1 | 1 | 1 | 1 |
| Santa Tecla      | 3 | 2 | 2 | 2 | 2 | 2 |
| Chalatenango     | 1 | 3 | 3 | 3 | 3 | 3 |
| Atlético Marte   | 4 | 4 | 4 | 4 | 4 | 4 |
| Grupo oriental   |   |   |   |   |   |   |
| Luis Ángel Firpo | 1 | 2 | 1 | 1 | 1 | 1 |
| Águila           | 2 | 1 | 2 | 2 | 2 | 2 |
| Municipal Limeño | 3 | 3 | 3 | 3 | 3 | 3 |
| Jocoro           | 4 | 4 | 4 | 4 | 4 | 4 |

### Tabla general de los tres grupos
| Pos. | Equipo           | Pts. | PJ | G | E | P | GF | GC | Dif. | Clasificación |
| ---- | ---------------- | ---- | -- | - | - | - | -- | -- | ---- | ------------- |
| 1    | Alianza          | 18   | 6  | 6 | 0 | 0 | 19 | 7  | +12  | Grupo A       |
| 2    | 11 Deportivo     | 12   | 6  | 3 | 3 | 0 | 6  | 2  | +4   | Grupo A       |
| 3    | Luis Ángel Firpo | 12   | 6  | 3 | 3 | 0 | 5  | 2  | +3   | Grupo A       |
| 4    | Águila           | 11   | 6  | 3 | 2 | 1 | 7  | 4  | +3   | Grupo B       |
| 5    | Isidro Metapán   | 10   | 6  | 3 | 1 | 2 | 7  | 5  | +2   | Grupo B       |
| 6    | Santa Tecla      | 9    | 6  | 3 | 0 | 3 | 9  | 10 | −1   | Grupo B       |
| 7    | Chalatenango     | 7    | 6  | 2 | 1 | 3 | 6  | 9  | −3   | Grupo B       |
| 8    | Sonsonate        | 7    | 6  | 2 | 1 | 3 | 5  | 9  | −4   | Grupo B       |
| 9    | FAS              | 4    | 6  | 1 | 1 | 4 | 7  | 9  | −2   | Grupo A       |
| 10   | Municipal Limeño | 4    | 6  | 0 | 4 | 2 | 5  | 7  | −2   | Grupo B       |
| 11   | Jocoro           | 3    | 6  | 0 | 3 | 3 | 4  | 8  | −4   | Grupo A       |
| 12   | Atlético Marte   | 1    | 6  | 0 | 1 | 5 | 7  | 15 | −8   | Grupo A       |

Actualizado a los partidos jugados el 14 de marzo de 2021.
 Fuente: La Primera
Criterios de clasificación: Puntos · Diferencia de goles · Goles a favor · Enfrentamientos directos.

### Evolución de la tabla
| Jornada          | 1  | 2  | 3  | 4  | 5  | 6  |
| Equipo           |    |    |    |    |    |    |
| ---------------- | -- | -- | -- | -- | -- | -- |
| Alianza          | 2  | 1  | 1  | 1  | 1  | 1  |
| 11 Deportivo     | 7  | 9  | 5  | 3  | 2  | 2  |
| Luis Ángel Firpo | 4  | 4  | 3  | 4  | 3  | 3  |
| Águila           | 5  | 2  | 6  | 5  | 5  | 4  |
| Isidro Metapán   | 3  | 3  | 2  | 2  | 4  | 5  |
| Santa Tecla      | 11 | 7  | 4  | 7  | 6  | 6  |
| Chalatenango     | 1  | 6  | 8  | 6  | 7  | 7  |
| Sonsonate        | 8  | 10 | 11 | 12 | 10 | 8  |
| FAS              | 9  | 5  | 7  | 8  | 8  | 9  |
| Municipal Limeño | 6  | 8  | 9  | 9  | 9  | 10 |
| Jocoro           | 10 | 11 | 10 | 10 | 11 | 11 |
| Atlético Marte   | 12 | 12 | 12 | 11 | 12 | 12 |

## Segunda fase (fase hexagonal)

### Grupo A
| Pos. | Equipo           | Pts. | PJ | G | E | P | GF | GC | Dif. | Clasificación    |     | ONC | AFC | FAS | LÁF | ATM | JOC |
| ---- | ---------------- | ---- | -- | - | - | - | -- | -- | ---- | ---------------- | --- | --- | --- | --- | --- | --- | --- |
| 1    | 11 Deportivo     | 18   | 10 | 5 | 3 | 2 | 13 | 10 | +3   | Cuartos de final |     | —   | 2–1 | 3–1 | 1–1 | 1–1 | 0–0 |
| 2    | Alianza          | 16   | 10 | 5 | 1 | 4 | 19 | 13 | +6   | Cuartos de final |     | 3–1 | —   | 1–1 | 1–0 | 1–2 | 4–0 |
| 3    | FAS              | 16   | 10 | 4 | 4 | 2 | 17 | 15 | +2   | Cuartos de final |     | 2–3 | 3–2 | —   | 3–1 | 4–3 | 1–0 |
| 4    | Luis Ángel Firpo | 13   | 10 | 3 | 4 | 3 | 14 | 10 | +4   | Cuartos de final |     | 1–0 | 1–2 | 0–0 | —   | 5–0 | 2–0 |
| 5    | Atlético Marte   | 10   | 10 | 2 | 4 | 4 | 12 | 19 | −7   |                  |     | 0–1 | 2–4 | 1–1 | 1–1 | —   | 1–1 |
| 6    | Jocoro           | 7    | 10 | 1 | 4 | 5 | 5  | 13 | −8   |                  | 0–1 | 1–0 | 1–1 | 2–2 | 0–1 | —   |     |

 Fuente: La Primera

### Grupo B
| Pos. | Equipo           | Pts. | PJ | G | E | P | GF | GC | Dif. | Clasificación    |     | ISM | MLI | ÁGU | STL | CHA | SON |
| ---- | ---------------- | ---- | -- | - | - | - | -- | -- | ---- | ---------------- | --- | --- | --- | --- | --- | --- | --- |
| 1    | Isidro Metapán   | 19   | 10 | 6 | 1 | 3 | 19 | 10 | +9   | Cuartos de final |     | —   | 2–0 | 1–1 | 1–2 | 1–0 | 5–2 |
| 2    | Municipal Limeño | 18   | 10 | 5 | 3 | 2 | 12 | 7  | +5   | Cuartos de final |     | 2–1 | —   | 0–0 | 2–1 | 3–0 | 1–0 |
| 3    | Águila           | 15   | 10 | 3 | 6 | 1 | 10 | 6  | +4   | Cuartos de final |     | 0–2 | 1–1 | —   | 0–0 | 2–1 | 4–0 |
| 4    | Santa Tecla      | 13   | 10 | 3 | 4 | 3 | 14 | 14 | 0    | Cuartos de final |     | 3–1 | 1–1 | 1–1 | —   | 1–4 | 3–1 |
| 5    | Chalatenango     | 12   | 10 | 3 | 3 | 4 | 12 | 16 | −4   |                  |     | 0–4 | 1–0 | 0–0 | 1–1 | —   | 2–1 |
| 6    | Sonsonate        | 4    | 10 | 1 | 1 | 8 | 9  | 23 | −14  |                  | 0–1 | 0–2 | 0–1 | 2–1 | 3–3 | —   |     |

 Fuente: La Primera

### Evolución de ambos grupos
| Jornada          | 1 | 2 | 3 | 4 | 5 | 6 | 7 | 8 | 9 | 10 |
| Equipo           |   |   |   |   |   |   |   |   |   |    |
| ---------------- | - | - | - | - | - | - | - | - | - | -- |
| Grupo A          |   |   |   |   |   |   |   |   |   |    |
| 11 Deportivo     | 5 | 3 | 1 | 1 | 3 | 4 | 4 | 3 | 2 | 1  |
| Alianza          | 6 | 6 | 5 | 3 | 1 | 1 | 1 | 1 | 1 | 2  |
| FAS              | 3 | 2 | 4 | 2 | 2 | 2 | 2 | 2 | 3 | 3  |
| Luis Ángel Firpo | 4 | 1 | 2 | 4 | 4 | 3 | 3 | 4 | 4 | 4  |
| Atlético Marte   | 2 | 5 | 3 | 5 | 6 | 6 | 6 | 6 | 5 | 5  |
| Jocoro           | 1 | 4 | 6 | 6 | 5 | 5 | 5 | 5 | 6 | 6  |
| Grupo B          |   |   |   |   |   |   |   |   |   |    |
| Isidro Metapán   | 1 | 4 | 2 | 1 | 1 | 3 | 5 | 2 | 2 | 1  |
| Municipal Limeño | 4 | 5 | 5 | 4 | 3 | 2 | 1 | 1 | 1 | 2  |
| Águila           | 6 | 3 | 3 | 3 | 5 | 5 | 4 | 5 | 4 | 3  |
| Santa Tecla      | 5 | 2 | 4 | 5 | 4 | 4 | 2 | 3 | 3 | 4  |
| Chalatenango     | 2 | 1 | 1 | 2 | 2 | 1 | 3 | 4 | 5 | 5  |
| Sonsonate        | 3 | 6 | 6 | 6 | 6 | 6 | 6 | 6 | 6 | 6  |

### Tabla general de los dos grupos
| Pos. | Equipo           | Pts. | PJ | G | E | P | GF | GC | Dif. | Clasificación    |
| ---- | ---------------- | ---- | -- | - | - | - | -- | -- | ---- | ---------------- |
| 1    | Isidro Metapán   | 19   | 10 | 6 | 1 | 3 | 19 | 10 | +9   | Cuartos de final |
| 2    | Municipal Limeño | 18   | 10 | 5 | 3 | 2 | 12 | 7  | +5   | Cuartos de final |
| 3    | 11 Deportivo     | 18   | 10 | 5 | 3 | 2 | 13 | 10 | +3   | Cuartos de final |
| 4    | Alianza          | 16   | 10 | 5 | 1 | 4 | 19 | 13 | +6   | Cuartos de final |
| 5    | FAS              | 16   | 10 | 4 | 4 | 2 | 17 | 15 | +2   | Cuartos de final |
| 6    | Águila           | 15   | 10 | 3 | 6 | 1 | 10 | 6  | +4   | Cuartos de final |
| 7    | Luis Ángel Firpo | 13   | 10 | 3 | 4 | 3 | 14 | 10 | +4   | Cuartos de final |
| 8    | Santa Tecla      | 13   | 10 | 3 | 4 | 3 | 14 | 14 | 0    | Cuartos de final |
| 9    | Chalatenango     | 12   | 10 | 3 | 3 | 4 | 12 | 16 | −4   |                  |
| 10   | Atlético Marte   | 10   | 10 | 2 | 4 | 4 | 12 | 19 | −7   |                  |
| 11   | Jocoro           | 7    | 10 | 1 | 4 | 5 | 5  | 13 | −8   |                  |
| 12   | Sonsonate        | 4    | 10 | 1 | 1 | 8 | 9  | 23 | −14  |                  |

Actualizado a los partidos jugados el 1 de mayo de 2021.
 Fuente: La Primera
Criterios de clasificación: Puntos · Diferencia de goles · Goles a favor · Enfrentamientos directos.

### Evolución de la tabla
| Jornada          | 1  | 2  | 3  | 4  | 5  | 6  | 7  | 8  | 9  | 10 |
| Equipo           |    |    |    |    |    |    |    |    |    |    |
| ---------------- | -- | -- | -- | -- | -- | -- | -- | -- | -- | -- |
| Isidro Metapán   | 1  | 7  | 3  | 1  | 2  | 6  | 8  | 3  | 3  | 1  |
| Municipal Limeño | 8  | 10 | 11 | 7  | 4  | 3  | 1  | 2  | 1  | 2  |
| 11 Deportivo     | 9  | 4  | 2  | 2  | 6  | 7  | 9  | 6  | 4  | 3  |
| Alianza          | 12 | 12 | 9  | 5  | 1  | 1  | 2  | 1  | 2  | 4  |
| FAS              | 6  | 3  | 7  | 4  | 5  | 4  | 3  | 5  | 5  | 5  |
| Águila           | 11 | 6  | 4  | 6  | 9  | 9  | 7  | 9  | 8  | 6  |
| Luis Ángel Firpo | 7  | 1  | 5  | 9  | 8  | 5  | 4  | 8  | 7  | 7  |
| Santa Tecla      | 10 | 5  | 8  | 8  | 7  | 8  | 6  | 7  | 6  | 8  |
| Chalatenango     | 3  | 2  | 1  | 3  | 3  | 2  | 5  | 4  | 9  | 9  |
| Atlético Marte   | 5  | 9  | 6  | 10 | 11 | 11 | 11 | 11 | 10 | 10 |
| Jocoro           | 2  | 8  | 10 | 11 | 10 | 10 | 10 | 10 | 11 | 11 |
| Sonsonate        | 4  | 11 | 12 | 12 | 12 | 12 | 12 | 12 | 12 | 12 |

## Tabla final
| Pos. | Equipo           | Pts. | PJ | G  | E | P  | GF | GC | Dif. | Clasificación    |
| ---- | ---------------- | ---- | -- | -- | - | -- | -- | -- | ---- | ---------------- |
| 1    | Alianza          | 34   | 16 | 11 | 1 | 4  | 38 | 20 | +18  | Cuartos de final |
| 2    | 11 Deportivo     | 30   | 16 | 8  | 6 | 2  | 19 | 12 | +7   | Cuartos de final |
| 3    | Isidro Metapán   | 29   | 16 | 9  | 2 | 5  | 26 | 15 | +11  | Cuartos de final |
| 4    | Águila           | 26   | 16 | 6  | 8 | 2  | 17 | 10 | +7   | Cuartos de final |
| 5    | Luis Ángel Firpo | 25   | 16 | 6  | 7 | 3  | 19 | 12 | +7   | Cuartos de final |
| 6    | Municipal Limeño | 22   | 16 | 5  | 7 | 4  | 17 | 14 | +3   | Cuartos de final |
| 7    | Santa Tecla      | 22   | 16 | 6  | 4 | 6  | 23 | 23 | 0    | Cuartos de final |
| 8    | FAS              | 20   | 16 | 5  | 5 | 6  | 24 | 24 | 0    | Cuartos de final |
| 9    | Chalatenango     | 19   | 16 | 5  | 4 | 7  | 18 | 25 | −7   |                  |
| 10   | Atlético Marte   | 11   | 16 | 2  | 5 | 9  | 19 | 34 | −15  |                  |
| 11   | Sonsonate        | 11   | 16 | 3  | 2 | 11 | 14 | 32 | −18  |                  |
| 12   | Jocoro           | 10   | 16 | 1  | 7 | 8  | 9  | 21 | −12  |                  |

Actualizado a los partidos jugados el 1 de mayo de 2021.
 Fuente: La Primera
Criterios de clasificación: Puntos · Diferencia de goles · Goles a favor · Enfrentamientos directos.

## Tabla acumulada de la temporada
| Pos. | Equipo           | Pts. | PJ | G  | E  | P  | GF | GC | Dif. | Clasificación                             |
| ---- | ---------------- | ---- | -- | -- | -- | -- | -- | -- | ---- | ----------------------------------------- |
| 1    | Alianza          | 69   | 32 | 22 | 3  | 7  | 70 | 35 | +35  | Octavos de final de la Liga Concacaf 2021 |
| 2    | 11 Deportivo     | 57   | 32 | 16 | 9  | 7  | 39 | 29 | +10  | Ronda preliminar de la Liga Concacaf 2021 |
| 3    | Águila           | 54   | 32 | 14 | 12 | 6  | 39 | 24 | +15  |                                           |
| 4    | FAS              | 50   | 32 | 14 | 8  | 10 | 48 | 39 | +9   | Ronda preliminar de la Liga Concacaf 2021 |
| 5    | Luis Ángel Firpo | 47   | 32 | 12 | 11 | 9  | 32 | 27 | +5   |                                           |
| 6    | Isidro Metapán   | 46   | 32 | 13 | 7  | 12 | 49 | 40 | +9   |                                           |
| 7    | Municipal Limeño | 46   | 32 | 12 | 10 | 10 | 39 | 33 | +6   |                                           |
| 8    | Santa Tecla      | 37   | 32 | 9  | 10 | 13 | 38 | 48 | −10  |                                           |
| 9    | Jocoro           | 33   | 32 | 7  | 12 | 13 | 29 | 42 | −13  |                                           |
| 10   | Chalatenango     | 32   | 32 | 7  | 11 | 14 | 34 | 48 | −14  |                                           |
| 11   | Sonsonate        | 25   | 32 | 5  | 10 | 17 | 30 | 49 | −19  | Desafiliado                               |
| 12   | Atlético Marte   | 23   | 32 | 4  | 11 | 17 | 41 | 67 | −26  |                                           |

Actualizado a los partidos jugados el 20 de mayo de 2021.
 Fuente: La Primera
Criterios de clasificación: Puntos · Diferencia de goles · Goles a favor · Enfrentamientos directos.

## Fase final

### Cuadro de desarrollo
|  | Cuartos de final                       | Cuartos de final                       | Cuartos de final                       | Cuartos de final                       | Cuartos de final                       |       |       | Semifinales                                    | Semifinales                                    | Semifinales                                    | Semifinales                                    | Semifinales                                    |  |    | Final      | Final      | Final      |  |
|  | 5 de mayo (ida) 8 y 9 de mayo (vuelta) | 5 de mayo (ida) 8 y 9 de mayo (vuelta) | 5 de mayo (ida) 8 y 9 de mayo (vuelta) | 5 de mayo (ida) 8 y 9 de mayo (vuelta) | 5 de mayo (ida) 8 y 9 de mayo (vuelta) |       |       | 15 y 16 de mayo (ida) 22 y 23 de mayo (vuelta) | 15 y 16 de mayo (ida) 22 y 23 de mayo (vuelta) | 15 y 16 de mayo (ida) 22 y 23 de mayo (vuelta) | 15 y 16 de mayo (ida) 22 y 23 de mayo (vuelta) | 15 y 16 de mayo (ida) 22 y 23 de mayo (vuelta) |  |    | 30 de mayo | 30 de mayo | 30 de mayo |  |
|  |                                        |                                        |                                        |                                        |                                        |       |       |                                                |                                                |                                                |                                                |                                                |  |    |            |            |            |  |
|  |                                        |                                        |                                        |                                        |                                        |       |       |                                                |                                                |                                                |                                                |                                                |  |    |            |            |            |  |
|  | A2                                     | Alianza                                | 1                                      | 2                                      | 3                                      |       |       |                                                |                                                |                                                |                                                |                                                |  |    |            |            |            |  |
|  | A2                                     | Alianza                                | 1                                      | 2                                      | 3                                      |       |       |                                                |                                                |                                                |                                                |                                                |  |    |            |            |            |  |
|  | B3                                     | Águila                                 | 0                                      | 1                                      | 1                                      |       |       |                                                |                                                |                                                |                                                |                                                |  |    |            |            |            |  |
|  | B3                                     | Águila                                 | 0                                      | 1                                      | 1                                      |       | A2    | Alianza                                        | 2                                              | 0 (5)                                          | 2                                              |                                                |  |    |            |            |            |  |
|  |                                        |                                        |                                        |                                        |                                        |       | A2    | Alianza                                        | 2                                              | 0 (5)                                          | 2                                              |                                                |  |    |            |            |            |  |
|  |                                        |                                        | A4                                     | Luis Ángel Firpo                       | 1                                      | 1 (4) | 2     |                                                |                                                |                                                |                                                |                                                |  |    |            |            |            |  |
|  | B1                                     | Isidro Metapán                         | A4                                     | Luis Ángel Firpo                       | 1                                      | 1 (4) | 2     | 0                                              | 1                                              | 1                                              |                                                |                                                |  |    |            |            |            |  |
|  | B1                                     | Isidro Metapán                         |                                        |                                        |                                        |       |       |                                                |                                                | 1                                              |                                                |                                                |  |    |            |            |            |  |
|  | A4                                     | Luis Ángel Firpo                       | 1                                      | 3                                      | 4                                      |       |       |                                                |                                                |                                                |                                                |                                                |  |    |            |            |            |  |
|  | A4                                     | Luis Ángel Firpo                       | 1                                      | 3                                      | 4                                      |       |       |                                                |                                                |                                                |                                                |                                                |  | A2 | Alianza    | 1 (3)      |            |  |
|  |                                        |                                        |                                        |                                        |                                        |       |       |                                                |                                                |                                                |                                                |                                                |  | A2 | Alianza    | 1 (3)      |            |  |
|  |                                        |                                        | A3                                     | FAS                                    | 1 (4)                                  |       |       |                                                |                                                |                                                |                                                |                                                |  |    |            |            |            |  |
|  | A3                                     | Municipal Limeño                       | A3                                     | FAS                                    | 1 (4)                                  | 1     | 2 (2) | 3                                              |                                                |                                                |                                                |                                                |  |    |            |            |            |  |
|  | A3                                     | Municipal Limeño                       |                                        |                                        |                                        |       |       |                                                |                                                |                                                |                                                |                                                |  |    |            |            |            |  |
|  | B2                                     | FAS                                    | 2                                      | 1 (4)                                  | 3                                      |       |       |                                                |                                                |                                                |                                                |                                                |  |    |            |            |            |  |
|  | B2                                     | FAS                                    | 2                                      | 1 (4)                                  | 3                                      |       | A3    | FAS                                            | 1                                              | 0 (4)                                          | 1                                              |                                                |  |    |            |            |            |  |
|  |                                        |                                        |                                        |                                        |                                        |       | A3    | FAS                                            | 1                                              | 0 (4)                                          | 1                                              |                                                |  |    |            |            |            |  |
|  |                                        |                                        | B4                                     | Santa Tecla                            | 0                                      | 1 (2) | 1     |                                                |                                                |                                                |                                                |                                                |  |    |            |            |            |  |
|  | A1                                     | 11 Deportivo                           | B4                                     | Santa Tecla                            | 0                                      | 1 (2) | 1     | 1                                              | 1                                              | 2                                              |                                                |                                                |  |    |            |            |            |  |
|  | A1                                     | 11 Deportivo                           |                                        |                                        |                                        |       |       |                                                |                                                | 2                                              |                                                |                                                |  |    |            |            |            |  |
|  | B4                                     | Santa Tecla                            | 1                                      | 2                                      | 3                                      |       |       |                                                |                                                |                                                |                                                |                                                |  |    |            |            |            |  |
|  | B4                                     | Santa Tecla                            | 1                                      | 2                                      | 3                                      |       |       |                                                |                                                |                                                |                                                |                                                |  |    |            |            |            |  |
|  |                                        |                                        |                                        |                                        |                                        |       |       |                                                |                                                |                                                |                                                |                                                |  |    |            |            |            |  |

- Campeón clasifica a la Liga Concacaf 2021.

### Cuartos de final

#### 11 Deportivo - Santa Tecla
| 5 de mayo de 2021, 19:00 | Santa Tecla     | 1 - 1   | 11 Deportivo   | Estadio Nacional Las Delicias, Santa Tecla, La Libertad    |                                                            |
|                          | R. González 72' | Reporte | 75' D. Rugamas | Asistencia: 2 000 espectadores Árbitro(s): Giovanni Corona | Asistencia: 2 000 espectadores Árbitro(s): Giovanni Corona |

| 9 de mayo de 2021, 15:00 | 11 Deportivo   | 1 - 2 (Global 2 - 3) | Santa Tecla                      | Estadio Arturo Simeón Magaña, Ahuachapán, Ahuachapán      |                                                           |
|                          | D. Rugamas 79' | Reporte              | 63' R. González · 70' I. Herrera | Asistencia: 3 000 espectadores Árbitro(s): Juan Quinteros | Asistencia: 3 000 espectadores Árbitro(s): Juan Quinteros |

#### Municipal Limeño - FAS
| 5 de mayo de 2021, 15:30 | FAS                                   | 2 - 1   | Municipal Limeño         | Estadio Óscar Alberto Quiteño, Santa Ana, Santa Ana      |                                                          |
|                          | W. Torres 45+3' (t.l.) · D. Corea 90' | Reporte | 52' (t.l.) J. Villalobos | Asistencia: 2 000 espectadores Árbitro(s): Jaime Herrera | Asistencia: 2 000 espectadores Árbitro(s): Jaime Herrera |

| 9 de mayo de 2021, 15:00 | Municipal Limeño                               | 2 - 1 (2 - 4 p.)           | FAS                                                         | Estadio Ramón Flores Berríos, Santa Rosa de Lima, La Unión |                                                           |
|                          | R. VIllalobos 84' (t.l.) · V. Torres 85'       |                            | 56' W. Torres                                               | Asistencia: 3 000 espectadores Árbitro(s): Elmer Martínez  | Asistencia: 3 000 espectadores Árbitro(s): Elmer Martínez |
|                          |                                                | Tiros desde el punto penal |                                                             |                                                            |                                                           |
|                          | E. Sánchez · H. Oviedo · C. García · L. Méndez |                            | B. Landaverde · A. Jaco · W. Torres · K. Reyes · L. Peralta |                                                            |                                                           |

#### Isidro Metapán - Luis Ángel Firpo
| 5 de mayo de 2021, 14:30 | Luis Ángel Firpo    | 1 - 0   | Isidro Metapán | Estadio Sergio Torres Rivera, Usulután, Usulután          |                                                           |
|                          | J. Polío 73' (pen.) | Reporte |                | Asistencia: 1 000 espectadores Árbitro(s): Héctor Salazar | Asistencia: 1 000 espectadores Árbitro(s): Héctor Salazar |

| 8 de mayo de 2021, 19:15 | Isidro Metapán | 1 - 3 (Global 1 - 4) | Luis Ángel Firpo                                      | Estadio Jorge Calero Suárez, Metapán, Santa Ana          |                                                          |
|                          | M. Márquez 45' | Reporte              | 45+3' (t.l.) E. Vigil · 71' E. Caicedo · 86' J. Polío | Asistencia: 4 000 espectadores Árbitro(s): Edgar Ramírez | Asistencia: 4 000 espectadores Árbitro(s): Edgar Ramírez |

#### Alianza - Águila
| 5 de mayo de 2021, 15:00 | Águila | 0 - 1   | Alianza        | Estadio Juan Francisco Barraza, San Miguel, San Miguel     |                                                            |
|                          |        | Reporte | 84' M. Mercado | Asistencia: 2 000 espectadores Árbitro(s): Germán Martínez | Asistencia: 2 000 espectadores Árbitro(s): Germán Martínez |

| 9 de mayo de 2021, 15:15 | Alianza            | 2 - 1 (Global 3 - 1) | Águila       | Estadio Cuscatlán, San Salvador, San Salvador        |                                                      |
|                          | R. Zelaya 82', 85' | Reporte              | 18' N. Muñoz | Asistencia: 5 000 espectadores Árbitro(s): José Ruíz | Asistencia: 5 000 espectadores Árbitro(s): José Ruíz |

### Semifinales

#### FAS - Santa Tecla
| 15 de mayo de 2021, 19:00 | Santa Tecla | 0 - 1   | FAS                 | Estadio Nacional Las Delicias, Santa Tecla, La Libertad   |                                                           |
|                           |             | Reporte | 90' (t.l.) D. Corea | Asistencia: 8 000 espectadores Árbitro(s): Ismael Cornejo | Asistencia: 8 000 espectadores Árbitro(s): Ismael Cornejo |

| 23 de mayo de 2021, 15:15 | FAS                                            | 0 - 1 (4 - 2 p.)(Global 1 - 1) | Santa Tecla                                      | Estadio Óscar Alberto Quiteño, Santa Ana, Santa Ana       |                                                           |
|                           |                                                | Reporte                        | 67' D. Areco                                     | Asistencia: 15 000 espectadores Árbitro(s): Jaime Herrera | Asistencia: 15 000 espectadores Árbitro(s): Jaime Herrera |
|                           |                                                | Tiros desde el punto penal     |                                                  |                                                           |                                                           |
|                           | B. Landaverde · A. Jaco · D. Corea · W. Torres |                                | R. Rivera · C. Flores · M. Cornejo · R. González |                                                           |                                                           |

#### Alianza - Luis Ángel Firpo
| 16 de mayo de 2021, 15:00 | Luis Ángel Firpo | 1 - 2   | Alianza                             | Estadio Sergio Torres Rivera, Usulután, Usulután        |                                                         |
|                           | J. Polío 71'     | Reporte | 43' J.C. Portillo · 90+9' R. Zelaya | Asistencia: 10 000 espectadores Árbitro(s): Iván Barton | Asistencia: 10 000 espectadores Árbitro(s): Iván Barton |

| 22 de mayo de 2021, 19:15 | Alianza                                                          | 0 - 1 (5 - 4 p.)(Global 2 - 2) | Luis Ángel Firpo                                         | Estadio Cuscatlán, San Salvador, San Salvador               |                                                             |
|                           |                                                                  | Reporte                        | 59' L. Canales                                           | Asistencia: 15 000 espectadores Árbitro(s): Germán Martínez | Asistencia: 15 000 espectadores Árbitro(s): Germán Martínez |
|                           |                                                                  | Tiros desde el punto penal     |                                                          |                                                             |                                                             |
|                           | I. Portillo · I. Mancía · J.C. Portillo · B. Tamacas · H. Romero |                                | N. Barahona · J. Ortiz · T. Peña · J. Polío · L. Canales |                                                             |                                                             |

### Final
| 25    | POR   | Mario González       |      |
| 16    | DEF   | Henry Romero         |      |
| 28    | DEF   | Rudy Clavel          |      |
| 4     | DEF   | Iván Mancía          |      |
| 15    | DEF   | Jonathan Jiménez     |      |
| 6     | MED   | Narciso Orellana     |      |
| 21    | MED   | Marvin Monterroza    | 118' |
| 27    | MED   | Isaac Portillo       | 46'  |
| 21    | MED   | Bryan Tamacas        | 105' |
| 11    | MED   | Juan Carlos Portillo | 85'  |
| 11    | DEL   | Michell Mercado      |      |
| D. T. | D. T. | Milton Meléndez      |      |

| 1     | POR   | Kevin Carabantes   |     |
| 20    | DEF   | Ibsen Castro       |     |
| 23    | DEF   | Roberto Chen       |     |
| 24    | DEF   | Mauricio Cuéllar   |     |
| 16    | MED   | Andrés Flores Jaco |     |
| 6     | MED   | Erivan Flores      | 99' |
| 11    | MED   | Tomás Granito      | 60' |
| 27    | MED   | Carlos Peña        | 65' |
| 21    | MED   | Wilma Torres       | 60' |
| 7     | DEL   | Kevin Reyes        | 60' |
| 9     | DEL   | Luis Peralta       | 99' |
| D. T. | D. T. | Jorge Rodríguez    |     |

| 22 | DEL | Rodolfo Zelaya  | 46'  |
| 14 | MED | Elvin Alvarado  | 85'  |
| 9  | MED | Óscar Cerén     | 105' |
| 8  | MED | Óscar Rodríguez | 118' |

| 22 | MED | Guillermo Stradella | 60' |
| 8  | MED | Bryan Landaverde    | 60' |
| 17 | DEL | Dustin Corea        | 65' |
| 14 | MED | Julio Amaya         | 99' |
| 12 | DEL | Luis Perea          | 99' |

| 56' (a.g.) | Mauricio Cuéllar | 1 - 1 |

| 39' (t.l.) | Kevin Reyes | 1 - 0 |

| Acierto de penal · Acierto de penal · Fallo de penal · Acierto de penal · Fallo de penal · Fallo de penal · Fallo de penal | Iván Mancía Óscar Rodríguez Rudy Clavel Rodolfo Zelaya Henry Romero Michell Mercado Elvin Alvarado | 1-0 2-1 2-2 3-2 3-3 3-4 |

| Fallo de penal · Acierto de penal · Acierto de penal · Fallo de penal · Acierto de penal · Fallo de penal · Acierto de penal | Bryan Landaverde Andrés Flores Jaco Dustin Corea Kevin Reyes Luis Perea Roberto Chen Ibsen Castro | 0-0 1-1 2-2 3-3 3-4 |

| 29' · 92' | Iván Mancía Elvin Alvarado |

| 34' · 85' · 98' | Andrés Flores Jaco Kevin Reyes Ibsen Castro |

| Principal  | Edgar Ramírez      |
| Asistentes | Douglas Bermúdez   |
|            | Giovanni Corona    |
| Cuarto     | Filiberto Martínez |
| Quinto     | César Rodríguez    |

| 25    | POR   | Mario González       |      |
| 16    | DEF   | Henry Romero         |      |
| 28    | DEF   | Rudy Clavel          |      |
| 4     | DEF   | Iván Mancía          |      |
| 15    | DEF   | Jonathan Jiménez     |      |
| 6     | MED   | Narciso Orellana     |      |
| 21    | MED   | Marvin Monterroza    | 118' |
| 27    | MED   | Isaac Portillo       | 46'  |
| 21    | MED   | Bryan Tamacas        | 105' |
| 11    | MED   | Juan Carlos Portillo | 85'  |
| 11    | DEL   | Michell Mercado      |      |
| D. T. | D. T. | Milton Meléndez      |      |

| 1     | POR   | Kevin Carabantes   |     |
| 20    | DEF   | Ibsen Castro       |     |
| 23    | DEF   | Roberto Chen       |     |
| 24    | DEF   | Mauricio Cuéllar   |     |
| 16    | MED   | Andrés Flores Jaco |     |
| 6     | MED   | Erivan Flores      | 99' |
| 11    | MED   | Tomás Granito      | 60' |
| 27    | MED   | Carlos Peña        | 65' |
| 21    | MED   | Wilma Torres       | 60' |
| 7     | DEL   | Kevin Reyes        | 60' |
| 9     | DEL   | Luis Peralta       | 99' |
| D. T. | D. T. | Jorge Rodríguez    |     |

| 22 | DEL | Rodolfo Zelaya  | 46'  |
| 14 | MED | Elvin Alvarado  | 85'  |
| 9  | MED | Óscar Cerén     | 105' |
| 8  | MED | Óscar Rodríguez | 118' |

| 22 | MED | Guillermo Stradella | 60' |
| 8  | MED | Bryan Landaverde    | 60' |
| 17 | DEL | Dustin Corea        | 65' |
| 14 | MED | Julio Amaya         | 99' |
| 12 | DEL | Luis Perea          | 99' |

| 56' (a.g.) | Mauricio Cuéllar | 1 - 1 |

| 39' (t.l.) | Kevin Reyes | 1 - 0 |

| Acierto de penal · Acierto de penal · Fallo de penal · Acierto de penal · Fallo de penal · Fallo de penal · Fallo de penal | Iván Mancía Óscar Rodríguez Rudy Clavel Rodolfo Zelaya Henry Romero Michell Mercado Elvin Alvarado | 1-0 2-1 2-2 3-2 3-3 3-4 |

| Fallo de penal · Acierto de penal · Acierto de penal · Fallo de penal · Acierto de penal · Fallo de penal · Acierto de penal | Bryan Landaverde Andrés Flores Jaco Dustin Corea Kevin Reyes Luis Perea Roberto Chen Ibsen Castro | 0-0 1-1 2-2 3-3 3-4 |

| 29' · 92' | Iván Mancía Elvin Alvarado |

| 34' · 85' · 98' | Andrés Flores Jaco Kevin Reyes Ibsen Castro |

| Principal  | Edgar Ramírez      |
| Asistentes | Douglas Bermúdez   |
|            | Giovanni Corona    |
| Cuarto     | Filiberto Martínez |
| Quinto     | César Rodríguez    |

| 25    | POR   | Mario González       |      |
| 16    | DEF   | Henry Romero         |      |
| 28    | DEF   | Rudy Clavel          |      |
| 4     | DEF   | Iván Mancía          |      |
| 15    | DEF   | Jonathan Jiménez     |      |
| 6     | MED   | Narciso Orellana     |      |
| 21    | MED   | Marvin Monterroza    | 118' |
| 27    | MED   | Isaac Portillo       | 46'  |
| 21    | MED   | Bryan Tamacas        | 105' |
| 11    | MED   | Juan Carlos Portillo | 85'  |
| 11    | DEL   | Michell Mercado      |      |
| D. T. | D. T. | Milton Meléndez      |      |

| 1     | POR   | Kevin Carabantes   |     |
| 20    | DEF   | Ibsen Castro       |     |
| 23    | DEF   | Roberto Chen       |     |
| 24    | DEF   | Mauricio Cuéllar   |     |
| 16    | MED   | Andrés Flores Jaco |     |
| 6     | MED   | Erivan Flores      | 99' |
| 11    | MED   | Tomás Granito      | 60' |
| 27    | MED   | Carlos Peña        | 65' |
| 21    | MED   | Wilma Torres       | 60' |
| 7     | DEL   | Kevin Reyes        | 60' |
| 9     | DEL   | Luis Peralta       | 99' |
| D. T. | D. T. | Jorge Rodríguez    |     |

| 22 | DEL | Rodolfo Zelaya  | 46'  |
| 14 | MED | Elvin Alvarado  | 85'  |
| 9  | MED | Óscar Cerén     | 105' |
| 8  | MED | Óscar Rodríguez | 118' |

| 22 | MED | Guillermo Stradella | 60' |
| 8  | MED | Bryan Landaverde    | 60' |
| 17 | DEL | Dustin Corea        | 65' |
| 14 | MED | Julio Amaya         | 99' |
| 12 | DEL | Luis Perea          | 99' |

| 56' (a.g.) | Mauricio Cuéllar | 1 - 1 |

| 39' (t.l.) | Kevin Reyes | 1 - 0 |

| Acierto de penal · Acierto de penal · Fallo de penal · Acierto de penal · Fallo de penal · Fallo de penal · Fallo de penal | Iván Mancía Óscar Rodríguez Rudy Clavel Rodolfo Zelaya Henry Romero Michell Mercado Elvin Alvarado | 1-0 2-1 2-2 3-2 3-3 3-4 |

| Fallo de penal · Acierto de penal · Acierto de penal · Fallo de penal · Acierto de penal · Fallo de penal · Acierto de penal | Bryan Landaverde Andrés Flores Jaco Dustin Corea Kevin Reyes Luis Perea Roberto Chen Ibsen Castro | 0-0 1-1 2-2 3-3 3-4 |

| 29' · 92' | Iván Mancía Elvin Alvarado |

| 34' · 85' · 98' | Andrés Flores Jaco Kevin Reyes Ibsen Castro |

| Principal  | Edgar Ramírez      |
| Asistentes | Douglas Bermúdez   |
|            | Giovanni Corona    |
| Cuarto     | Filiberto Martínez |
| Quinto     | César Rodríguez    |

| 25    | POR   | Mario González       |      |
| 16    | DEF   | Henry Romero         |      |
| 28    | DEF   | Rudy Clavel          |      |
| 4     | DEF   | Iván Mancía          |      |
| 15    | DEF   | Jonathan Jiménez     |      |
| 6     | MED   | Narciso Orellana     |      |
| 21    | MED   | Marvin Monterroza    | 118' |
| 27    | MED   | Isaac Portillo       | 46'  |
| 21    | MED   | Bryan Tamacas        | 105' |
| 11    | MED   | Juan Carlos Portillo | 85'  |
| 11    | DEL   | Michell Mercado      |      |
| D. T. | D. T. | Milton Meléndez      |      |

| 1     | POR   | Kevin Carabantes   |     |
| 20    | DEF   | Ibsen Castro       |     |
| 23    | DEF   | Roberto Chen       |     |
| 24    | DEF   | Mauricio Cuéllar   |     |
| 16    | MED   | Andrés Flores Jaco |     |
| 6     | MED   | Erivan Flores      | 99' |
| 11    | MED   | Tomás Granito      | 60' |
| 27    | MED   | Carlos Peña        | 65' |
| 21    | MED   | Wilma Torres       | 60' |
| 7     | DEL   | Kevin Reyes        | 60' |
| 9     | DEL   | Luis Peralta       | 99' |
| D. T. | D. T. | Jorge Rodríguez    |     |

| 22 | DEL | Rodolfo Zelaya  | 46'  |
| 14 | MED | Elvin Alvarado  | 85'  |
| 9  | MED | Óscar Cerén     | 105' |
| 8  | MED | Óscar Rodríguez | 118' |

| 22 | MED | Guillermo Stradella | 60' |
| 8  | MED | Bryan Landaverde    | 60' |
| 17 | DEL | Dustin Corea        | 65' |
| 14 | MED | Julio Amaya         | 99' |
| 12 | DEL | Luis Perea          | 99' |

| 56' (a.g.) | Mauricio Cuéllar | 1 - 1 |

| 39' (t.l.) | Kevin Reyes | 1 - 0 |

| Acierto de penal · Acierto de penal · Fallo de penal · Acierto de penal · Fallo de penal · Fallo de penal · Fallo de penal | Iván Mancía Óscar Rodríguez Rudy Clavel Rodolfo Zelaya Henry Romero Michell Mercado Elvin Alvarado | 1-0 2-1 2-2 3-2 3-3 3-4 |

| Fallo de penal · Acierto de penal · Acierto de penal · Fallo de penal · Acierto de penal · Fallo de penal · Acierto de penal | Bryan Landaverde Andrés Flores Jaco Dustin Corea Kevin Reyes Luis Perea Roberto Chen Ibsen Castro | 0-0 1-1 2-2 3-3 3-4 |

| 29' · 92' | Iván Mancía Elvin Alvarado |

| 34' · 85' · 98' | Andrés Flores Jaco Kevin Reyes Ibsen Castro |

| Principal  | Edgar Ramírez      |
| Asistentes | Douglas Bermúdez   |
|            | Giovanni Corona    |
| Cuarto     | Filiberto Martínez |
| Quinto     | César Rodríguez    |

|                         |
| Campeón FAS 18.° título |

## Estadísticas

### Máximos goleadores
| Pos. | Jugador         | Equipo       | Goles | Partidos | Promedio | Minutos |
| ---- | --------------- | ------------ | ----- | -------- | -------- | ------- |
| 1    | Rodolfo Zelaya  | Alianza      | 8     | 12       | 0.67     | 555     |
| 2    | Kemal Malcolm   | Chalatenango | 8     | 11       | 0.72     | 862     |
| 3    | Edgar Medrano   | 11 Deportivo | 7     | 16       | 0.44     | 1327    |
| 4    | Jorge Córdoba   | Alianza      | 6     | 13       | 0.46     | 607     |
| 5    | Craig Foster    | Chalatenango | 6     | 16       | 0.37     | 1298    |
| 6    | Irvin Herrera   | Santa Tecla  | 6     | 11       | 0.54     | 681     |
| 7    | Michell Mercado | Alianza      | 6     | 16       | 0.37     | 1064    |
| 8    | Wilma Torres    | FAS          | 6     | 14       | 0.43     | 855     |
| 9    | Nicolás Muñoz   | Águila       | 5     | 13       | 0.38     | 719     |
| 10   | Luis Peralta    | FAS          | 5     | 13       | 0.38     | 878     |

### Porteros menos vencidos
| Pos. | Jugador          | Equipo           | Goles | Partidos | Promedio |
| ---- | ---------------- | ---------------- | ----- | -------- | -------- |
| 1    | Benji Villalobos | Águila           | 10    | 16       | 0.63     |
| 2    | Joel Almeida     | Luis Ángel Firpo | 11    | 16       | 0.69     |
| 3    | Yonatan Guardado | 11 Deportivo     | 12    | 16       | 0.75     |
| 4    | Óscar Pleitez    | Isidro Metapán   | 12    | 13       | 0.92     |
| 5    | Henry Hernández  | Chalatenango     | 21    | 14       | 1.5      |

### Tripletes, pokers o más
| Fecha      | Jugador       | Goles           | Local       | Resultado | Visitante    |
| ---------- | ------------- | --------------- | ----------- | --------- | ------------ |
| 03/04/2021 | Kemal Malcolm | 15' · 20' · 54' | Santa Tecla | 1 – 4     | Chalatenango |

### Autogoles
| Fecha      | Jugador    | Goles | Local |  | Resultado |  | Visitante |
| ---------- | ---------- | ----- | ----- |  | --------- |  | --------- |
| 01/04/2021 | Luis Perea | 14'   | FAS   |  | 3 – 2     |  | Alianza   |

### Récords
- Primer gol de la temporada: Jornada 1, Ronald Rodríguez en el Águila 1 vs. Municipal Limeño 1 (13 de febrero de 2021)
- Último gol de la temporada: Final, Mauricio Cuéllar en el FAS 1 (4) vs. Alianza 1 (3) (30 de mayo de 2021)
- Gol más tempranero: 3 minutos, Jhon Machado en el Isidro Metapán 2 vs. FAS 1 (13 de febrero de 2021)
- Gol más tardío: 90 minutos, Gerson Sánchez en el Atlético Marte 1 vs. Santa Tecla 3 (17 de febrero de 2021)
- Mayor número de goles marcados en un partido:
- Mejor ataque: Alianza (38 goles)
- Peor ataque: Jocoro (9 goles)
- Mejor defensa: Águila (10 goles)
- Peor defensa: Atlético Marte (34 goles)
- Mayor victoria local: Club Deportivo FAS 5 - 0  Atlético Marte(Jornada 2)
- Mayor victoria visitante: Sonsonate 0 - 3 Isidro Metapán (Jornada 3)